# Johann (Sachsen-Weimar)

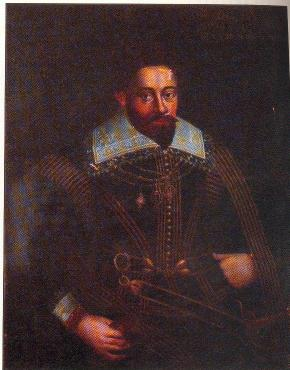
Herzog Johann von Sachsen-Weimar

Johann von Sachsen-Weimar (* 22. Mai 1570 in Weimar; † 31. Oktober 1605 ebenda), aus der Familie der ernestinischen Wettiner, war von 1602 bis zu seinem Tod Herzog von Sachsen-Weimar.

## Leben
Johann war der zweite Sohn des Herzogs Johann Wilhelm I. von Sachsen-Weimar (1530–1573) aus dessen Ehe mit Dorothea Susanne (1544–1592), Tochter des Kurfürsten Friedrich III. von der Pfalz.
Johanns Vater starb, als er drei Jahre alt war. Da zu diesem Zeitpunkt auch sein älterer Bruder Friedrich Wilhelm noch minderjährig war, wurde das Herzogtum Sachsen-Weimar zunächst unter vormundschaftliche Regentschaft gestellt, die der Kurfürst von Sachsen ausübte. Als Vormund unterzeichnete August von Sachsen in Johanns Namen die Konkordienformel von 1577 und das Konkordienbuch von 1580.
1586 wurde Johanns älterer Bruder volljährig und Herzog von Sachsen-Weimar. Johann wurde mit einer jährlichen Summe und den Ämtern Altenburg, Eisenberg und Ronneburg abgefunden. Johann heiratete am 7. Januar 1593 in Altenburg Dorothea Maria (1574–1617), Tochter des Fürsten Joachim Ernst von Anhalt. Nach dem Tod seines älteren Bruders 1602 folgte Johann als Herzog von Sachsen-Weimar.
Johann war stärker an den Naturwissenschaften und der Kunst als an der Politik interessiert; er kränkelte zeitlebens und übernahm nur widerwillig die Regentschaft des Herzogtums. Seinen Neffen Johann Philipp, Friedrich, Johann Wilhelm und Friedrich Wilhelm II. die 1603 einen eigenen Erbteil forderten, gab er nach. Das sowieso schon kleine Herzogtum Sachsen-Weimar wurde deshalb erneut geteilt, Altenburg wurde abgetrennt und zum eigenständigen Herzogtum für die Söhne Friedrich Wilhelms I. erhoben. Diese so entstandene Linie Sachsen-Altenburg existierte bis 1672, nach ihrem Aussterben fallen Teile der Altenburger Lande an Sachsen-Weimar zurück.
Zwar ist Johann politisch kaum in Erscheinung getreten, er war aber in anderer Hinsicht jedoch für die Dynastie Sachsen-Weimar bedeutsam. Von Johanns elf Söhnen erreichten acht das Erwachsenenalter. Damit hatte Johann die Existenz des Hauses Sachsen-Weimar für die Zukunft gesichert und ist Ahnherr aller später existierenden ernestinischen Linien des Hauses Wettin.
Johann verstarb nur drei Jahre nach seinem Regierungsantritt und wurde in der Stadtkirche von Weimar bestattet. Im folgte sein Sohn Johann Ernst der Jüngere, da dieser aber zum Zeitpunkt des Todes seines Vaters noch minderjährig war, kam es zu einer erneuten Regentschaft durch Kursachsen. Johanns ältester Sohn musste um sein Erbe kämpfen, bis er schließlich die Regentschaft und Vormundschaft seiner sieben minderjährigen Brüder übernehmen konnte. Das kommt sogar auf  Prägungen der Achtbrüdertaler von 1612 bis 1616 in einem Chronogramm zum Ausdruck.

## Nachkommen
Aus seiner Ehe mit Dorothea Maria von Anhalt hatte Johann zwölf Kinder:
- Johann Ernst I. (1594–1626), Herzog von Sachsen-Weimar
- Christian Wilhelm (*/† 1595)
- Friedrich (1596–1622), (Titular-)Herzog von Sachsen-Weimar
- Johann (1597–1604)
- Wilhelm der Große (1598–1662), Herzog von Sachsen-Weimar

⚭ 1625 Prinzessin Eleonore Dorothea von Anhalt-Dessau (1602–1664)
- Sohn (*/† 1598)
- Albrecht (1599–1644), Herzog von Sachsen-Eisenach

⚭ 1633 Prinzessin Dorothea von Sachsen-Altenburg (1601–1675)
- Johann Friedrich (1600–1628), (Titular-)Herzog von Sachsen-Weimar
- Ernst I. der Fromme (1601–1675), Herzog von Sachsen-Gotha

⚭ 1636 Prinzessin Elisabeth Sophie von Sachsen-Altenburg (1619–1680)
- Friedrich Wilhelm von Sachsen-Weimar (1603–1619), (Titular-)Herzog von Sachsen-Weimar
- Bernhard (1604–1639), Herzog von Franken
- Johanna (1606–1609)